# الحصان والفارس (دا فينشي)

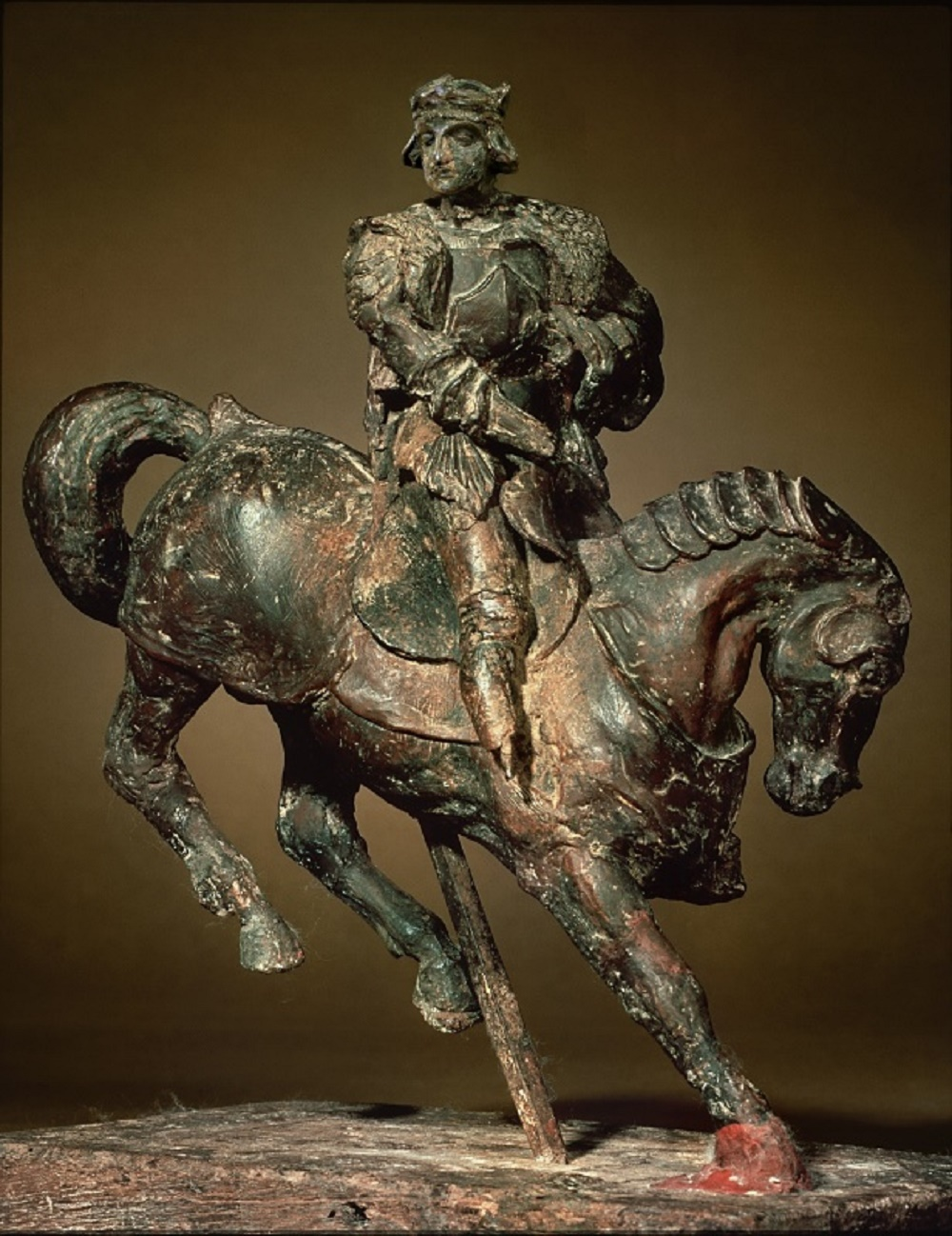
تمثال من شمع النحل يُنسب لليوناردو دا فينشي

الحصان والفارس، هو أحد أعمال ليوناردو دا فينشي وهو تمثال من الشمع يصوّر متسابقاً على ظهر حصان، نحت هذا التمثال ليوناردو دا فينشي عام 1508. وكان المقصود أن يستخدم كنموذج لنحت تمثال أكبر حجماً، لكن ليوناردو توفي قبل أن يصبّ التمثال من المعدن. وهو النموذج الوحيد المتبقي من أعمال ليوناردو المنحوتة. ويعتقد أن التمثال يحوي بصمة إبهام ليوناردو دا فينشي.